# Самбия

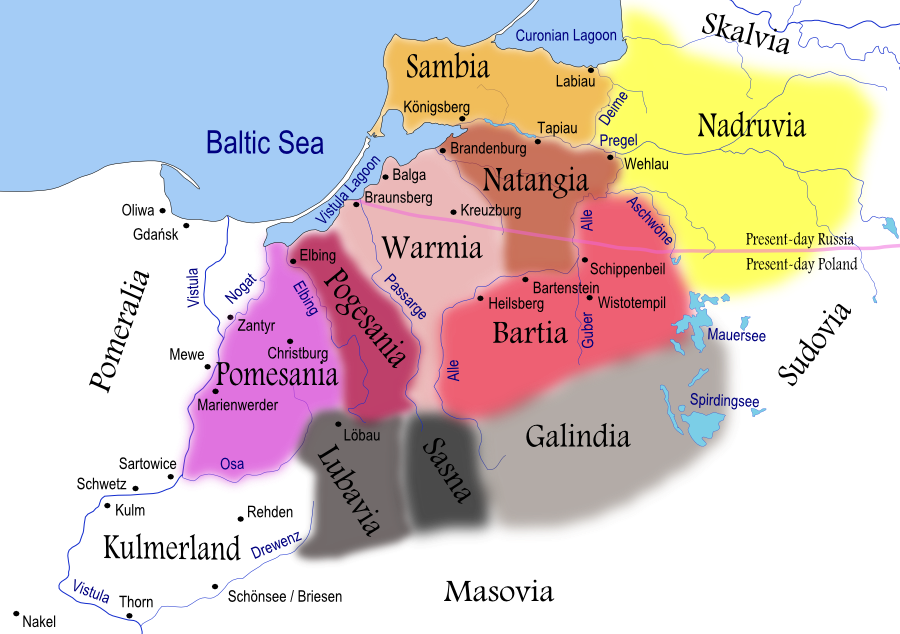
Территория Самбии выделена оранжевым цветом

Са́мбия (нем. Samland, лит. Semba, пол. Sambia) — историческая область Европы. Единственная из исторических областей Пруссии, ныне полностью расположенная на территории России (в составе Калининградской области).

## Географическое описание
Занимает весь Калининградский полуостров (также Самбийский/Замландский полуостров) Балтийского моря — до реки Прегель (нем. Pregel; ныне Преголя) на юге, Деймы на востоке. Главный город — Кёнигсберг (ныне Калининград).

## История

### Происхождение название
Название происходит от прусского племени самбов. Часто встречаются и другие варианты названия этого региона, а именно «Земланд» и «Замланд», они используются равнозначно. Одним из критериев при выборе того или иного обозначения является временной период, о котором идёт речь.

### Прусский период
В IX—X веках на севере Самбии существовал крупный торгово-ремесленный центр Кауп. В эпоху викингов этот протогородской центр в прусском ареале был одним из отправных пунктов Янтарного пути от Балтийского к Средиземному морю.
В 1230 году в польском городе Хелмно (который получил немецкое название — Кульм), пограничном с землями пруссов, по приглашению Конрада I Мазовецкого обосновался Тевтонский орден. 
В 1243 году создана самбийская епархия (одна из четырёх епархий Пруссии). 
В 1255 году тевтонцы начали завоевание самбов. В 1257—1258 годах Самбия была поделена между магистром Тевтонского ордена и самбийским епископом. В 1577 году епархия была упразднена.
С развитием массового туризма в конце XIX — начале XX века побережье Самбии стало излюбленным местом отдыха как для местного населения, так и для приезжих из других уголков Германии и из-за границы, в том числе из России.

### Новейшая история
После Великой Отечественной войны территория Самбии вошла в состав СССР, а затем России как правопреемницы РСФСР.

## Интересные факты
- На самбийском диалекте прусского языка написаны три наиболее объёмных сохранившихся памятника данного языка — катехизисы XVI века.